# Goryphus cameroni
Goryphus cameroni là một loài tò vò trong họ Ichneumonidae.